# Tomio Okamura (Skilangläufer)
Tomio Okamura (jap. 岡村 富雄 Okamura Tomio; * 12. August 1948 in Iiyama) ist ein ehemaliger japanischer Skilangläufer.
Okamura, der an der Keiō-Universität studierte, wurde bei der Winter-Universiade 1970 in Rovaniemi Neunter über 15 km und gewann bei der Winter-Universiade 1972 in Lake Placid die Silbermedaille mit der Staffel. Zudem errang er dort den achten Platz über 30 km und den fünften Platz über 15 km. Bei seiner einzigen Teilnahme an Olympischen Winterspielen im Februar 1972 in Sapporo belegte er den 47. Platz über 30 km und zusammen mit Hideo Tanifuji, Kunio Shibata und Akiyoshi Matsuoka den zehnten Rang in der Staffel.